# 相生港
相生港（あいおいこう）は、兵庫県相生市にある地方港湾。港湾管理者は兵庫県。港則法の適用港、関税法上の開港である。統計法に基づく港湾調査規則では乙種港湾に分類されている。

## 概要

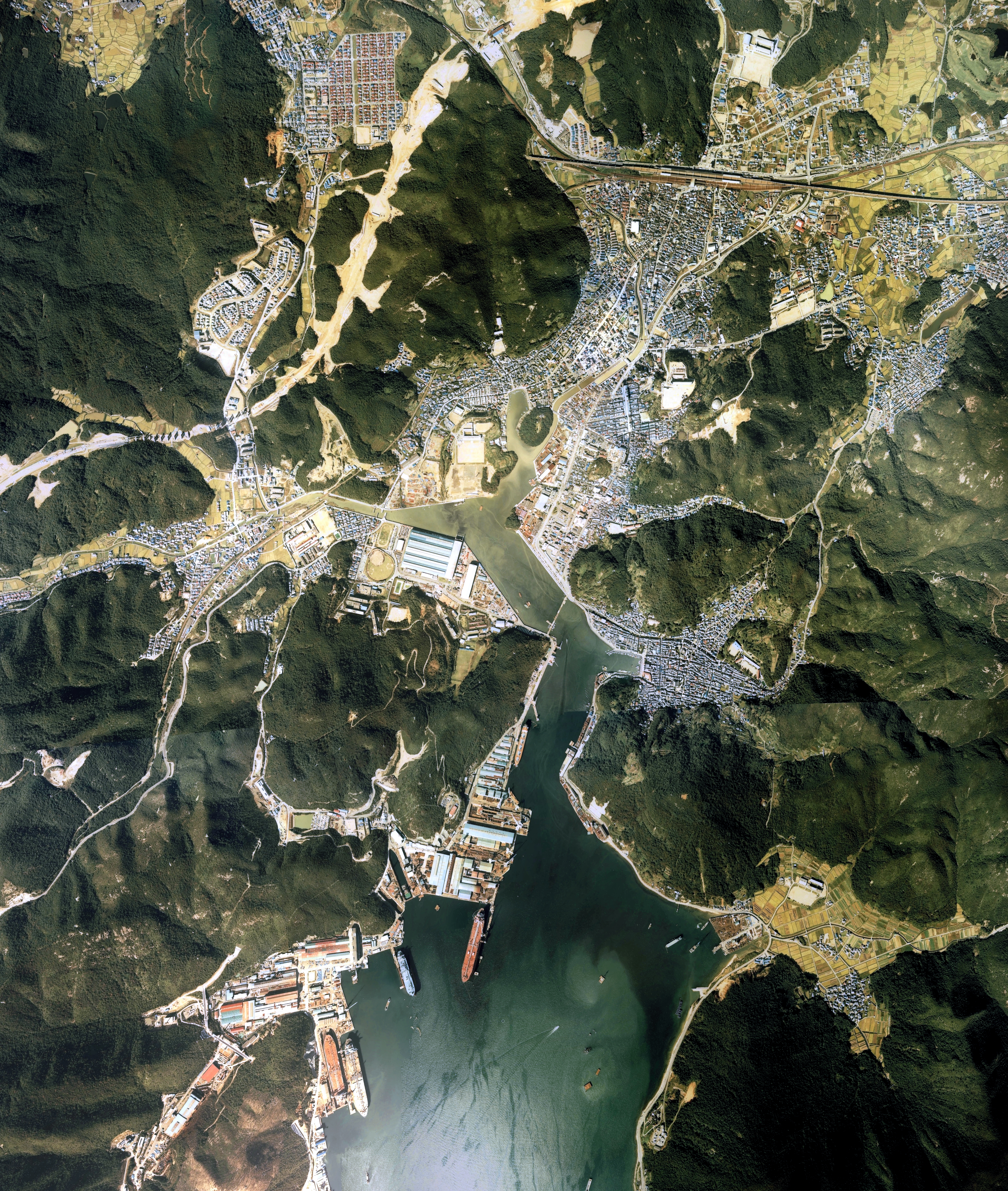
相生市中心部周辺の空中写真。深く入り組んだ相生湾の最奥に中心市街地がある。1980年撮影の12枚を合成作成。。

兵庫県西部に位置する港湾で、瀬戸内海に面した相生湾の湾奥にある。本来の相生港は現在の相生市文化会館周辺にあったが、2001年からの埋め立て事業により港湾機能を失った。現在も港があった名残として相生港バス停が文化会館前に設置されている。
1907年に播磨船渠が造船所を創業、造船都市として発展した。播磨船渠は播磨造船所を経て、戦後に石川島播磨重工業（IHI）となり、現在はIHI相生事業所および再編により分離された造船部門はJMUアムテック（ジャパン マリンユナイテッド子会社）となっている。かつては市街地と造船所を結ぶ通勤ルートとして浮き橋の皆勤橋が港奥に架けられていた。造船所の南側には関西電力の火力発電所である相生発電所がある。
毎年5月の最終日曜日には相生ペーロン祭が開催され、前日の土曜日は前夜祭として花火大会が行われる。
2015年度の発着数は453隻（908,607総トン）、うち外国商船22隻（213,333総トン）、利用客数は354人（乗込人員177人、上陸人員177人）である。

## 航路
相生湾連絡船の廃止以降は、発着する定期旅客航路はない。

### 相生湾連絡船

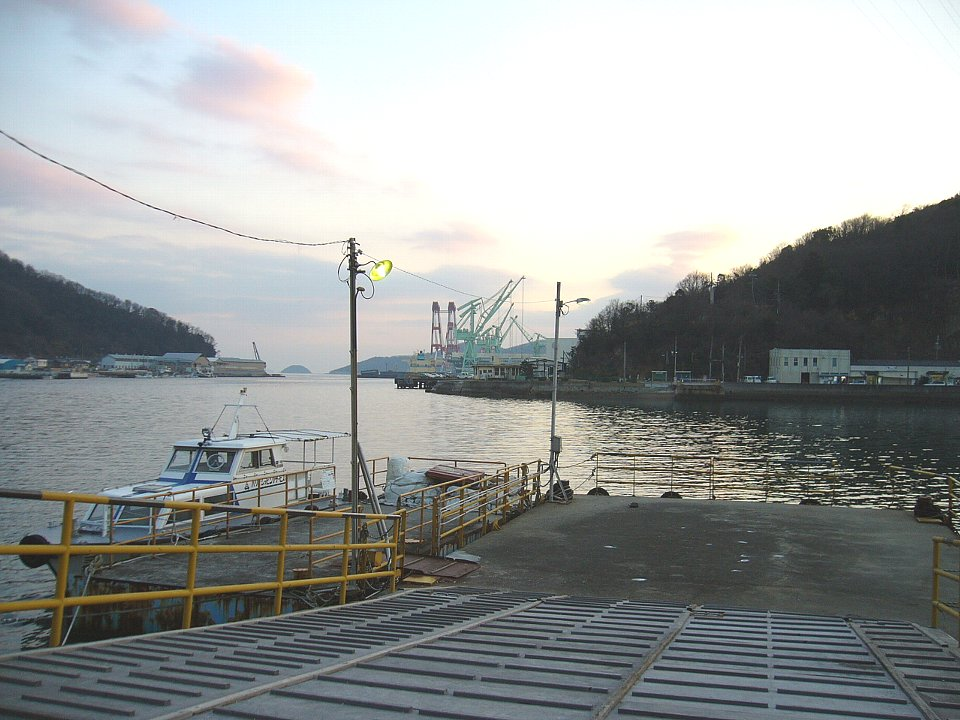
皆勤橋跡に接岸中の連絡船

相生市により相生湾南端の坪根地区と中心部を結ぶ連絡船「つぼね丸」が1960年4月から運航されていたが、2013年3月31日に廃止された。坪根地区には小・中学校がないため通学船として運航されてきたが、通学利用者が2013年度から0人となり、2017年度まで利用者の見込みがないため廃止の方針が決定され、予約型タクシーによる代行輸送となった。
- 坪根地区 - みなとオアシスあいおい（道の駅・海の駅あいおい白龍城）

相生市から委託を受けたハリマシッピングサービスが1日6往復を運航していた。

## 港湾施設

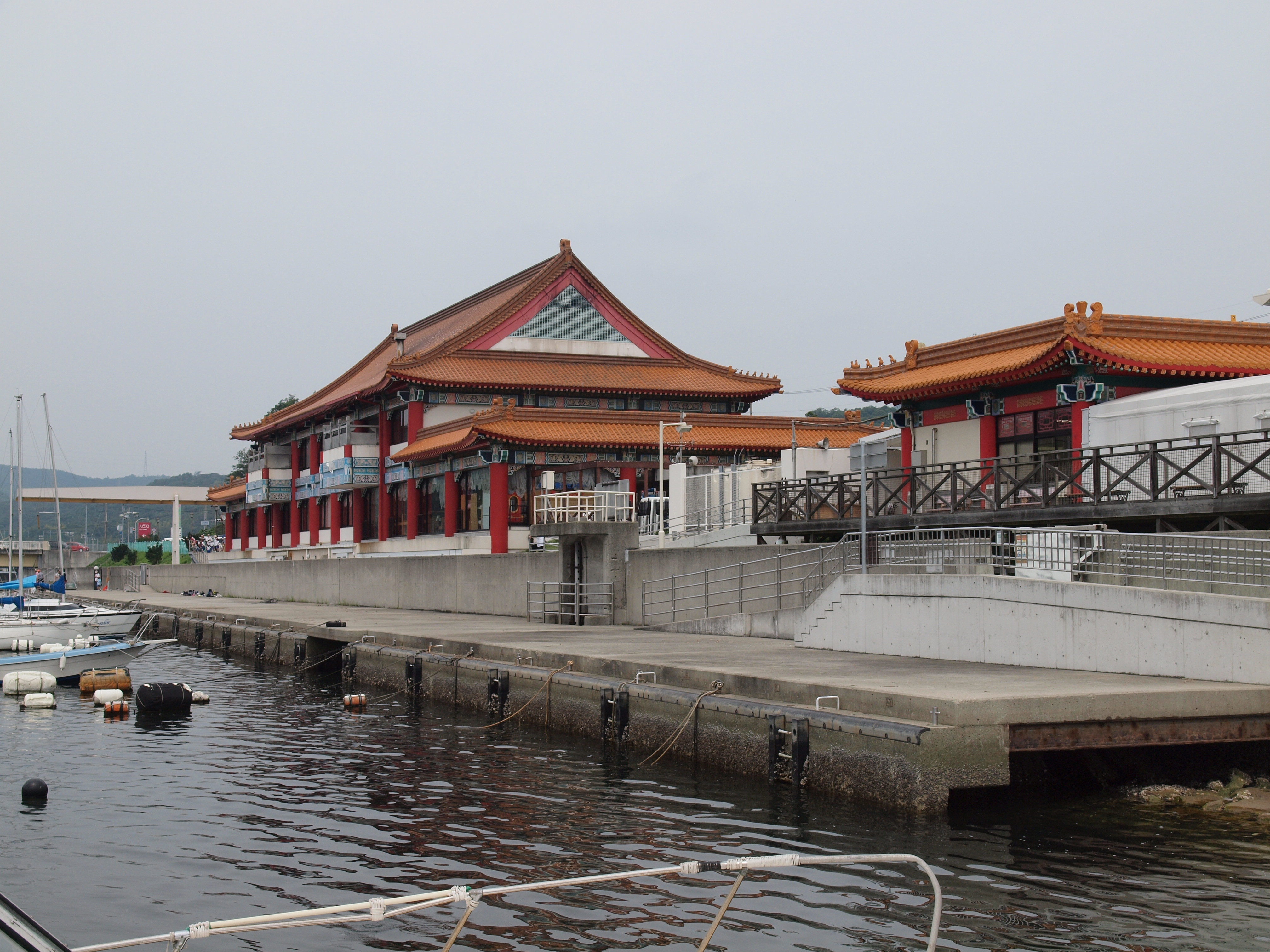
みなとオアシスあいおい（道の駅あいおい白龍城）

相生湾一帯はみなとオアシスに登録していて、あいおい白龍城、相生市立水産物市場の2施設を基本施設とするみなとオアシスあいおいとして賑わい・交流拠点となっている。「あいおい白龍城」は道の駅・海の駅にも登録されている。